# Алекс Джеймс
Александър Уилсън Джеймс (на английски: Alexander Wilson James, роден на 14 септември 1901 г. в Мосенд, Шотландия, починал на 1 юни 1953 г. в Лондон, Англия, е бивш шотландски футболист, играл на поста нападател. Той е в основата на първите спечелени титли и купи в историята на Арсенал, а заради стила си на игра - прецизни пасове и превъзходен контрол на топката - в края на 20 и началото на 21 век е играчът, с който често е сравняван Денис Бергкамп. В негова запазена марка се превръщат широките ¾-ти широки панталони, с които играе, за да прикрива наполеонките, които носи заради ревматизма си. Член на Шотландската и Английската футболна зала на славата.

## Клубна кариера
След като в младежките си години Джеймс тренира в местни младежки отбори, през 1922 г. той се присъединява към Рейт Роувърс, където изиграва почти 100 мача за първенство в рамките на три години. През 1925 г. е закупен от втородивизионния английски Престън Норт Енд за 3000 британски лири. За четири години записва 157 мача и 55 гола във всички турнири. Малко преди края на престоя му отношенията между Джеймс и ръководните фактори в отбора започват да се влошават. Той е недоволен от треньора си, който отказва да го освобождава за някои от мачовете на националния отбор, и от клубните шефове заради заплатата си - тя е максимално допустимата във Футболната лига 8 лири на седмица, но за разлика от много други отбори, които осигуряват допълнителни доходи на звездите си, намирайки им допълнителна работа, Престън Норт Енд не прави това за Джеймс. Шотландецът преминава в Арсенал за 8750 лири, като за да заобиколят ограничението на възнаграждението, от тима му осигуряват работа като „спортен демонстратор“ в лондонския универсален магазин „Селфридж“ за 250 лири годишно, а писател в сянка пише от негово име ежеседмична статия в лондонски вечерен вестник. През първия си сезон той не се откроява много, отчасти заради стари контузии, но отбелязва първия гол при победата с 2:0 срещу Хъдърсфийлд на финала за ФА Къп през 1930 г. - първата титла на Арсенал в историята. Джеймс се превръща в основна фигура в състава през следващите години, но позицията му е по-назад от тази в предишните му отбори и затова отбелязва само 27 гола в 261 мача във всички турнири, ограничавайки се до създаване на голови ситуации за своите съотборници в атака. Джеймс допринася за спечелването на първата шампионска титла през 1931 г., но заради контузия пропуска важните мачове в борбата за първото място през следващия сезон и Арсенал остава втори. Пропуска също така и загубения финал за ФА Къп срещу Нюкасъл - вече излекуван от споменатата контузия той се контузва отново по време на фотосесия за пресата преди финала. Джеймс отново е в познатата си форма при спечелването на титлата през 1933 г., но нови негови контузии през следващия сезон оказват влияние върху представянето на отбора - въпреки спечелената титла, Арсенал отбелязва 43 гола по-малко в сравнение с предходното издание, когато имат 118. С Джеймс в състава „топчиите“ печелят трета поредна титла през 1934 г., като отново минават котата от 100 отбелязани гола (115). През 1936 г. Джеймс извежда Арсенал с капитанската лента на финала за ФА Къп при победата с 1:0 над Шефилд Юнайтед. Отказва се от футбола през 1937 г.

## Кариера в националния отбор
За Шотландия дебютира на 31 октомври 1925 г. при победата с 3:0 над Уелс, а върха на кратката му кариера в националния отбор е победата с 5:1 над Англия на 31 март 1928 г. на Уембли, при която отбелязва два от головете.

## Успехи
Арсенал
- Първа английска дивизия:
  - Шампион (4): 1931, 1933, 1934, 1935
  - Вицешампион (1): 1932
- ФА Къп:
  - Носител (2): 1930, 1936
  - Финалист (1): 1932
- Чарити Шийлд:
  - Носител (4): 1930, 1931, 1933, 1934
  - Финалист (2): 1935, 1936